# Henry Hallett Dale
Sir Henry Hallett Dale, OM, GBE, PRS, angleški farmakolog in akademik, nobelovec, * 6. september 1875, London, Anglija, † 7. november 1968, London.
Po srednji šoli je vpisal študij naravoslovja na Kolidžu Trinity Univerze v Cambridgeu pod mentorstvom Johna Newporta Langleyja. Po diplomi leta 1903 je pričel s fiziološkimi raziskavami pod mentorstvom Ernesta Starlinga na Univerzitetnem kolidžu, kjer je spoznal kasnejšega prijatelja Otta Loewija. Klinično prakso iz medicine je opravil v bolnišnici St. Bartholomew's Hospital v Londonu in postal doktor medicine leta 1909.
Leta 1904 se je zaposlil kot farmakolog pri inštituciji Wellcome Physiological Research Laboratories in že čez dve leti postal njen direktor. Na tem mestu je ostal šest let, nato pa je prevzel vlogo direktorja Oddelka za biokemijo in farmakologijo Nacionalnega inštituta za medicinske raziskave v Londonu, kjer je deloval do svoje upokojitve leta 1942. Tudi po upokojitvi je nadaljeval z delom kot predavatelj in upravnik sklada za podporo medicinskih raziskav Wellcome.

## Raziskovalno delo
Svojo kariero je začel z raziskavami ergot alkaloidov, fiziološko aktivnih snovi v ekstraktih sneti iz rodu Claviceps, ko je po naključju ugotovil, da te snovi delujejo kot blokator adrenalina v gladkem mišičju in simpatičnem živčevju. Tudi v opisovanju svojega kasnejšega raziskovalnega dela je pogosto izpostavljal vlogo naključja pri pomembnih odkritjih. Tako je med poskusom z ergot alkaloidi opazil močno delovanje ekstrakta hipofize, ki ga je uporabljal zgolj kot kontrolo, na gladke mišice maternice pri mački. Po naključju naj bi prišel tudi do ugotovitve, da so za anafilakso gladkih mišic v stenah žil odgovorna protitelesa, pritrjena na celice. To odkritje je bilo eno ključnih pri razumevanju povezave med preobčutljivostjo in imunostjo.
Od leta 1910 je raziskoval povezavo med kemično zgradbo in farmakološkim učinkom aminov, podobnih adrenalinu, za katere je skoval izraz »simpatomimetični amini«. S sodelavci je natančno preučil delovanje teh substanc, predvsem acetilholina in histamina, na različna tkiva in organe. S poskusi na več vrstah živali je izluščil pravilo, da histamin v perifernih kapilarah povzroča širjenje, v arterijah bliže srcu pa krčenje. V sklopu raziskav anafilaktičnega šoka, ki so bile usmerjene v preprečevanje žrtev poškodb med vojaki v svetovni vojni, so ugotovili, da histamin poleg širjenja kapilar povzroči tudi povečanje prepustnosti njihovih sten, kar še poveča padec krvnega tlaka. Predlagali so transfuzijo krvi ali plazme za preprečevanje t. i. sekundarnega šoka zaradi ran. Dale je leta 1929 tudi prvi dokazal, da se histamin nahaja v tkivih živih živali.
Najbolj znan je po svojih poskusih, s katerimi je demonstriral vlogo acetilholina na različna tkiva in organe. Že v članku iz leta 1914 je opisal dvojno delovanje te snovi, po eni strani podobno delovanju muskarina, po drugi pa delovanju nikotina. Podobno kot muskarin povzroča močno aktivacijo gladkega mišičja, srca in žlez, podobno kot nikotin pa celic sredice nadledvične žleze in ganglijev simpatičnega živčevja. Postavil je tezo, da je acetilholin glavni živčni prenašalec v določenih delih živčevja in pripisal njegovo kratkotrajno delovanje encimu, ki ga razgrajuje - holinesteraza je bila odkrita šele 16 let kasneje. Raziskave v nadaljnjih letih so razkrile, da povzroča odziv tudi v nekaterih delih parasimpatičnega živčevja in po odkritju, da se acetilholin dejansko nahaja v živih tkivih, povzročile preobrat v nevrofiziologiji, v kateri je do tedaj veljalo mnenje, da je prenos električnih signalov zgolj fizikalen pojav - v obliki akcijskih potencialov na vzdražnih celicah. Da bi usmeril nadaljnje raziskave na tem področju je skoval ustrezno terminologijo in razdelil nevrone po snoveh, ki jih izločajo, na noradrenergične, holinergične itd.
V 1940. letih je aktivno sodeloval v debati glede narave prenosa živčnih impulzov med živčnimi celicami. Dale je pripadal taboru, ki je zagovarjal kemični prenos preko sinaps, za razliko od Ecclesa in njegovih somišljenikov, ki so zagovarjali idejo o električnem prenosu. Danes vemo, da je večina signalizacije med celicami živčevja kemične, obstajajo pa tudi specializirane električne sinapse.
Svoje najpomembnejše objave in predavanja je zbral v knjigi Adventures in Physiology, ki je izšla leta 1952. Bil je tudi aktiven zagovornik svobode znanosti pred političnimi in ideološkimi vplivi ter je javno svaril pred nevarnostmi zlorabe znanstvenih odkritij, predvsem jedrske energije v luči jedrskega napada zaveznikov na Japonsko konec druge svetovne vojne.

## Priznanja
Za svoje delo je prejel številna priznanja. Izvoljen je bil za člana in leta 1940 še predsednika Kraljeve družbe iz Londona. Bil je tudi dopisni član Nacionalne akademije znanosti ZDA in več drugih akademskih ustanov.
Za teorijo o vlogi acetilholina kot živčnega prenašalca je leta 1936 skupaj z Loewijem, ki je vpliv na živčevje neposredno dokazal, prejel Nobelovo nagrado za fiziologijo ali medicino. Poleg Nobelove nagrade je prejel tudi prestižni Kraljevo (1924) in Copleyjevo medaljo (1937) Kraljeve družbe ter številne druge.